# Campionati europei di atletica leggera 1946 - Staffetta 4×100 metri maschile
La gara della staffetta 4×100 metri maschile si tenne il 24 ed il 25 agosto 1946. I tempi sono tutti manuali.

## Risultati

### Batterie

#### Batteria 1
| Pos | Nazione        | Atleti                                                        | Tempo | Note |
| --- | -------------- | ------------------------------------------------------------- | ----- | ---- |
| 1   | Regno Unito    | Thomas Jover Bert Liffen Robert Roach Jack Archer             | 42.3  | Q    |
| 2   | Belgio         | Herman Kunnen Fernand Bourgaux François Braekman Pol Braekman | 42.4  | Q    |
| 3   | Cecoslovacchia | Mirko Paráček Leopold Láznička Miroslav Řihošek Jiří David    | 42.6  | NR,Q |
| 4   | Norvegia       | Kjell Mangset Peter Bloch Rolf Bakken Haakon Tranberg         | 42.8  |      |
| 5   | Danimarca      | Tage Egemose Børge Stougaard Gunnar Christensen Arne Thisted  | 43.1  |      |

#### Batteria 2
| Pos | Nazione     | Atleti                                                    | Tempo | Note |
| --- | ----------- | --------------------------------------------------------- | ----- | ---- |
| 1   | Svezia      | Stig Danielsson Inge Nilsson Olle Laessker Stig Håkansson | 41.9  | Q    |
| 2   | Francia     | Agathon Lepève Julien Lebas Pierre Gonon René Valmy       | 42.3  | Q    |
| 3   | Paesi Bassi | Jan Lammers Chris van Osta Jo Zwaan Gabe Scholten         | 42.4  | Q    |
| 4   | Italia      | Michele Tito Giusto Cattoni Carlo Manara Carlo Monti      | 42.5  |      |

### Finale
| Pos | Nazione        | Atleti                                                        | Tempo | Note |
| --- | -------------- | ------------------------------------------------------------- | ----- | ---- |
| 1   | Svezia         | Stig Danielsson Inge Nilsson Olle Laessker Stig Håkansson     | 41.5  |      |
| 2   | Francia        | Agathon Lepève Julien Lebas Pierre Gonon René Valmy           | 42.0  |      |
| 3   | Cecoslovacchia | Mirko Paráček Leopold Láznička Miroslav Řihošek Jiří David    | 42.2  | NR   |
| 4   | Paesi Bassi    | Jan Lammers Chris van Osta Jo Zwaan Gabe Scholten             | 42.3  |      |
| 5   | Regno Unito    | Thomas Jover Bert Liffen Robert Roach Jack Archer             | 42.4  |      |
| 6   | Belgio         | Herman Kunnen Fernand Bourgaux François Braekman Pol Braekman | 43.5  |      |